# Vincenzo Maria Morelli
Vincenzo Maria Morelli (Lecce, 25 aprile 1741 – Sternatia, 22 agosto 1812) è stato un arcivescovo cattolico italiano. 
È stato dichiarato venerabile da papa Francesco nel 2019.

## Biografia
Divenne Arcivescovo di Otranto il 4 marzo 1792.

### Causa di beatificazione
Nel 1835 fu iniziata la causa di beatificazione.
Nel 2019 è stato dichiarato venerabile da papa Francesco.

## Genealogia episcopale
La genealogia episcopale è:
- Cardinale Scipione Rebiba
- Cardinale Giulio Antonio Santori
- Cardinale Girolamo Bernerio, O.P.
- Arcivescovo Galeazzo Sanvitale
- Cardinale Ludovico Ludovisi
- Cardinale Luigi Caetani
- Cardinale Ulderico Carpegna
- Cardinale Paluzzo Paluzzi Altieri degli Albertoni
- Papa Benedetto XIII
- Papa Benedetto XIV
- Papa Clemente XIII
- Cardinale Luigi Valenti Gonzaga
- Arcivescovo Vincenzo Maria Morelli, C.R.